# Марко Ределонги
Марко Ределонги (итал. Marco Redelonghi; Запоток, код Пулфера, 24. април 1912 — Брегињ, код Кобарида, 5. мај 1944), учесник Народноослободилачке борбе и народни херој Југославије.

## Биографија
Рођен је 24. априла 1912. у Запотоку код Пулфера у Млетачкој Словенији. Отац Бернард био је сиромашан брдски пољопривредник. Ределонги је био радник, политички напредан и национално заведен. Када је радио на изградњи електране у Трнову код Кобарида, успоставио је контакт са првим партизанима којима је слао експлозиве и обавештајне податке. Италијански фашисти су га прогласили за политички непоузданим због чега су га и ухапсили 1942. и затворили у Горици после чега је одведен у казнени батаљон у Калабрији. После пада Италије септембра 1943. године, побегао је кући и придружио се првим венецијанским партизанима. У јануару 1944. постао је командант Другог батаљона бригадно-млетачког одреда.
Најважнија акција у којој је учествовао је напад на немачки аеродром Белведере код Удина у ноћи између 12. и 13. марта 1944. године, где је уништио девет летелица, складишта и немачку испоставу. Убрзо након тога, када су Немци напали батаљон код Робедишча, он је рањен у бици. Пребачен је у хитну болницу код Брегиња. Немци су 5. маја 1944. године опколили болницу, а Ределонги се борио до последњег метка, којим се упуцао како не би жив пао у руке непријатеља. Међу погинулима, Немци га нису препознали па су 11. маја дошли у Запоток и испитали Ределонгијевог оца где му је син. Пошто је одбио да им било шта каже, упуцали су га.
Ределонги је сахрањен на гробљу на Седлу код Брегиња. Oдликован је Орденом народног хероја 21. децембра 1951. године.